# Liste der Kulturgüter in Schwarzhäusern
Die Liste der Kulturgüter in Schwarzhäusern enthält alle Objekte in der Gemeinde Schwarzhäusern im Kanton Bern, die gemäss der Haager Konvention zum Schutz von Kulturgut bei bewaffneten Konflikten, dem Bundesgesetz vom 20. Juni 2014 über den Schutz der Kulturgüter bei bewaffneten Konflikten sowie der Verordnung vom 29. Oktober 2014 über den Schutz der Kulturgüter bei bewaffneten Konflikten unter Schutz stehen.
Es sind weder A-Objekte noch B-Objekte auf dem Gemeindegebiet ausgewiesen, Objekte der Kategorie C fehlen zurzeit (Stand: 12. April 2024). Unter übrige Baudenkmäler sind Objekte zu finden, die im Bauinventar des Kantons Bern als «schützenswert» verzeichnet sind.

## Übrige Baudenkmäler
Hinweis: Als Objekt-Identifikator (ID) wird die Grundstücksnummer verwendet.
| ID  | Foto |                                                                    | Objekt                                 | Typ | Standort                              | Beschreibung |
| --- | ---- | ------------------------------------------------------------------ | -------------------------------------- | --- | ------------------------------------- | ------------ |
| 270 | BW   | Datei hochladen                                                    | Bauernhaus (1801)                      | G   | Rufshausenstrasse 12 625006 / 233382  |              |
| 328 | BW   | Datei hochladen                                                    | Wohnhaus (1840)                        | G   | Klebenstrasse 7 624756 / 233468       |              |
| 366 | BW   | Datei hochladen                                                    | Speicher (1772)                        | G   | Ländtestrasse 10c 624772 / 233288     |              |
| 376 | BW   | Datei hochladen                                                    | Gartenhaus (1832)                      | G   | Ländtestrasse N.N. 624576 / 233006    |              |
| 376 | BW   | Datei hochladen                                                    | Bauernhaus (1832)                      | G   | Ländtestrasse 16, 16a 624595 / 233017 |              |
| 381 | ja   | Datei hochladen · Wikidata zu Kraftwerk Schwarzhäusern (Q95977676) | Kraftwerk Schwarzhäusern (1923)        | G   | Rufshausenstrasse 50 626210 / 234023  |              |
| 491 | BW   | Datei hochladen                                                    | Wohnhaus und ehemalige Färberei (1784) | G   | Ländtestrasse 17 624814 / 233311      |              |

Hinweis zur Legende: Anstelle der KGS-Nummer wird als Objekt-Identifikator (ID) die Grundstücksnummer verwendet.